# 과이하나스국립공원하이다유산지

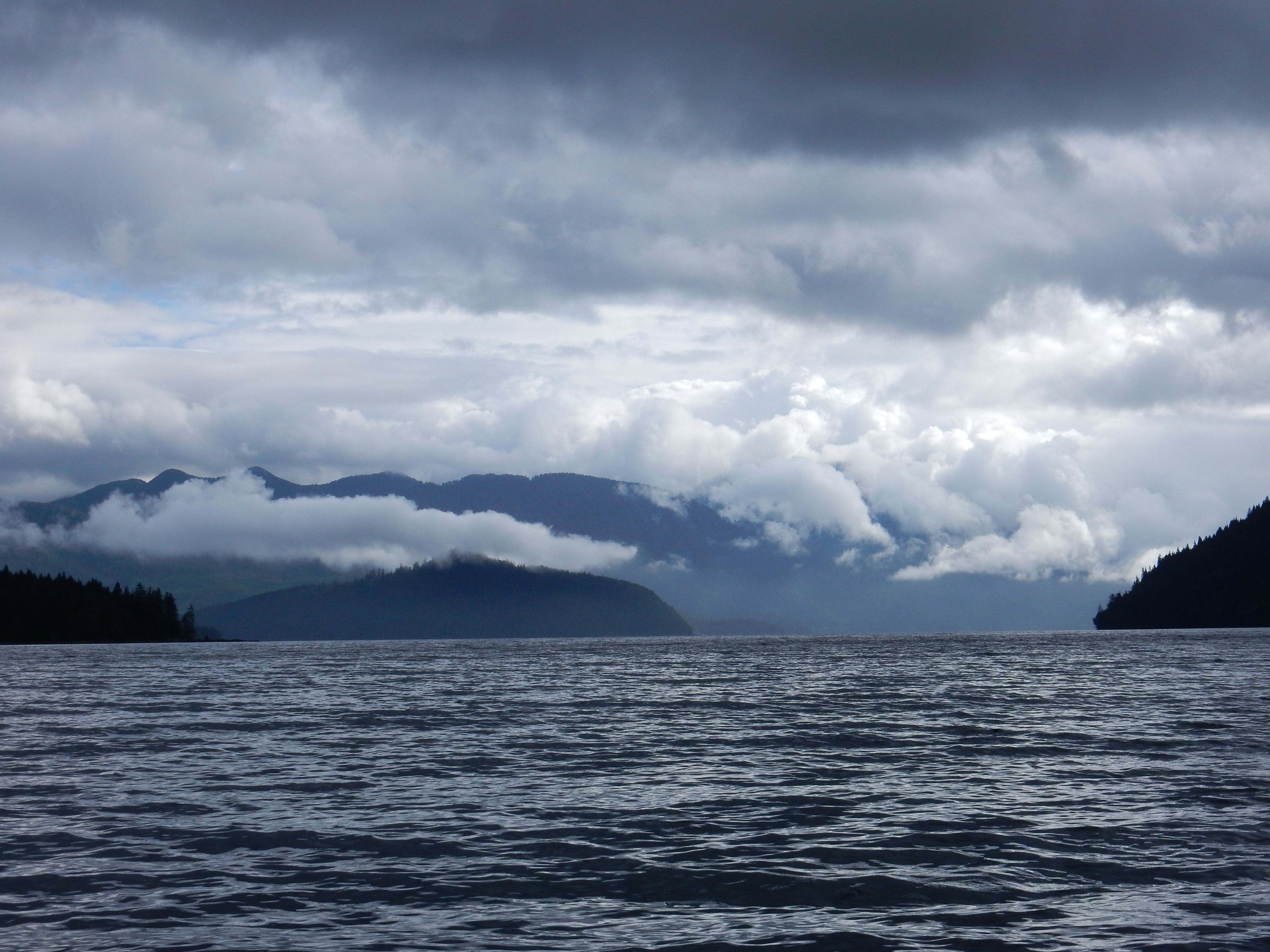

과이하나스국립공원하이다유산지(Gwaii Haanas National Park Reserve and Haida Heritage Site)는 최남단 하이다과이(구 명칭: 퀸 샬럿 제도)에 위치하고 있으며 130km(81마일) 떨어져 있다. 캐나다 브리티시컬럼비아주 본토에서. 과이 하나스는 138개의 섬으로 구성된 군도를 보호하며, 가장 큰 섬은 모즈비섬이고 가장 남쪽에는 쿵히트섬이 있다. "과이하나스"는 하이다어의 남부 방언인 "X̱aayda kíl"로 "아름다운 섬"을 의미한다.
하이다 유적지는 하이다과이에 최소 14,000년 동안 살았던 하이다족의 영토 내에 있다.